# Josip Šimunić
Josip »Joe« Šimunić, hrvaško-avstralski nogometaš, * 18. februar 1978, Canberra, Avstralija.
Trenutno je selektor hrvaške reprezentance do 19 let.
Šimunić, ki se je rodil v Avstraliji staršem bosanskih Hrvatov, je kariero začel pri Melbourne Knightsih, nato pa se preselil v Nemčijo, kjer je 14 sezon preživel v Bundesligi s klubi Hamburger SV, Hertho BSC in TSG 1899 Hoffenheim, preden je kariero končal na Hrvaškem z zagrebškim klubom Dinamo.
Za Hrvaško je igral od leta 2001 do 2013, nastopil je na petih večjih turnirjih za Hrvaško - na svetovnih prvenstvih leta 2002 in 2006 ter evropskih prvenstvih v letih 2004, 2008 in 2012. 